# Onesia bergmani
Onesia bergmani este o specie de muște din genul Onesia, familia Calliphoridae, descrisă de Hiromu Kurahashi în anul 2003. Conform Catalogue of Life specia Onesia bergmani nu are subspecii cunoscute.